# Lago di Salagou
Il lago di Salagou (in francese lac du Salagou, in occitano lac de Salagon) è un bacino lacustre situato nella regione Linguadoca-Rossiglione, nella Francia meridionale. I comuni su cui giace il lago sono quelli di Clermont-l'Hérault, Liausson, Octon e Celles.
Nonostante sia stato formato soltanto nel 1969 con una modesta diga per regolarizzare gli afflussi d'acqua nell'Hérault e soprattutto per valorizzare i raccolti delle aree agricole circostanti, in particolare per quel che riguarda fruttetti e zone vinicole, il lago è diventato presto meta apprezzata anche per il turismo, soprattutto per il caratteristico ambiente circostante formato da terra rossa vivo che fa assumere alle sponde un aspetto marziano. Anche i panorami dal vicino Cirque de Moureze sono molto apprezzati su tutto il lago.

## Altri progetti

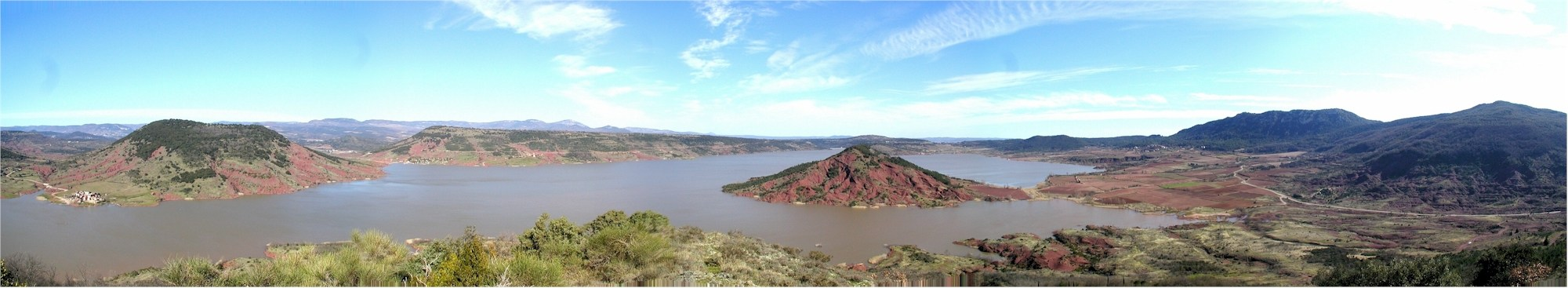
Panorama da Liausson